# Volkszählung in Kasachstan 2009
Die Volkszählung in Kasachstan 2009 war die zweite Volkszählung seit der Unabhängigkeit Kasachstans. Die erste hatte 1999 stattgefunden. Die Durchführung der Volkszählung wurde von der Agentur für Statistik der Republik Kasachstan geleitet.

## Vorgangsweise
Grundlage für die Volkszählung 2009 war die Resolution No. 1138 „On national census in the Republic of Kazakhstan in 2009“ und „Plan of the national census in the Republic of Kazakhstan“, die am 28. November 2007 verabschiedet wurde. Die Volkszählung begann in den meisten Gebieten am 25. Februar und endete am 6. März. In anderen Gebieten startete sie am 7. März und dauerte zehn Tage.
An der Volkszählung waren 58.368 Zähler beteiligt. Jeder von ihnen besuchte durchschnittlich 300 Personen.

## Fragen
Der Fragebogen bestand aus insgesamt 23 Fragen. Darunter waren 18 demografische und sozialökonomische Fragen und fünf Fragen über die Wohnverhältnisse der Befragten.

## Ergebnisse
Die Ergebnisse der Volkszählung wurden am 4. Februar 2010 veröffentlicht. Die Bevölkerung setzte sich demnach wie folgt zusammen:
| Bevölkerungsgruppe | Anzahl     | Anteil |
| ------------------ | ---------- | ------ |
| Kasachen           | 10.096.800 | 63,1 % |
| Russen             | 3.793.800  | 23,7 % |
| Usbeken            | 457.000    | 2,9 %  |
| Ukrainer           | 333.000    | 2,1 %  |
| Uiguren            | 224.700    | 1,4 %  |
| Tataren            | 204.200    | 1,3 %  |
| Deutsche           | 178.400    | 1,1 %  |
| Andere             | 721.700    | 4,5 %  |
| Insgesamt          | 16.009.600 | 100 %  |